# Тинаше
Тинаше Јергенсен Качингве (енгл. Tinashe Jorgensen Kachingwe, познатија као Тинаше енгл. Tinashe; Лексингтон, 6. фебруар, 1993) америчка је певачица, текстописац, плесачица, музички продуцент и глумица. Рођена је у Лексингтону, Кентаки, а када је била дете преселила се у Лос Анђелес, како би започела каријеру. Њене запажене глумачке улоге су у филмовима Поларни експрес (2004), као Робин Вилер у ТВ серији Ван Јиммијеве главе (2007—2008) и у CBS серији Два и по мушкарца (2008—2009).
Између 2007. и 2011. године, Тинаше је била чланцица женске музичке групе the Stunners. Након њиховог расформирања, објавила је микстејпове In Case We Die (2012) и Reverie (2012). Након комерцијалног успеха микстејпова, потписала је уговор са издавачком кућом RCA Records и под окриљем њих објавила трећи микстејп под називом Black Water. Дебитански сингл 2 On био је први на листи Rhythmic airplay и двадесет и четврти на листи Билборд хот 100. Дебитански студијски албум под називом  певачица је објавила 2014. године, а музички критичари су га оценили позитивно. Албум је добио номинације за Соул треин и БЕТ награде. Сарађивала је са дуом Snakehips и репером Ченсом на песми All My Friends, за коју је освојила награду Ајвор Новело у категорији за „Најбољу савремену песму 2016. године”.  Трећи студијски албум под називом , Тинаше је објавила у новембру 2016. године и он је био на осмом месту Билбордове листе Top R&B/Hip-Hop Albums у Сједињеним Америчким Државама. Наредни албум под називом  певачица је објавила у априлу 2018. године и он је био на педесет и осмом месту музичког графикона Билборд 200, као и на шестом месту ритам и блуз албума у Великој Британији. 
Након раскидања уговора са издавачком кућом RCA records у новембру 2019. године, самостално је објавила четврти студијски албум под називом Songs for You. Тренутно је под уговором издавачке куће Roc Nation, чији је власник музичар Џеј Зи. Тинаше своју музику описује као „ритмички поп” који истражове жанрове алтернативног ритма и блуза, попа и хип хопа. Њени микстејпови су експерименталног жанра и укључују елементе традиционалног ритма и блуза, електро-хопа и попа.

## Биографија
Тинаше је рођена 6. фебруара 1993. године у Лексингтону у Кентакију и најстарије је дете универзитетског професора Мајка и Аиме Качингве. Њен отац је професор који предаје глуму на Калифорнијском државном универзитету и прва генерација народа Шона из Зимбабвеа који су дошли у Сједињене Америчке Државе. Њена мајка, Аима је данског, италијанског, норвешког, ирског и енглеског порекла, а предаје физикалну терапију на Калифорнијском универзитету Нортбриџ. Њени родитељи упознали су се преко „састанка на слепо” на Универзитету Ајова. Тинаше носи име које значи „има Бога” или „Бог са нама” на језику народа Шона. Певачица има два млађа брата, Туланија и Куздаја. Заједно са породицом преселила се у Лос Анђелес, када је имала осам година. Похађала је средњу школу Крескета у Ла Кресента-Монтроузу у Калифорнији, пре него што ју је раније завршила да би имала времена да се бави музиком. Када је имала четири године ишла је на часове балета и џеза, а након тога такмичила се у различитим стиловима плеса као део плесног друштва до своје осамнаесте године.
Као дете, Тинаше је у школи често физички злостављана, а због бављења музиком пропустила је матуру и факултет, али истиче да не жали због тога јер је радила на усвршавању музике. Тинаше има црни појас у текводну. Дана 2. фебруара 2016. године, певачицине фотографије су се нашле у магазину Комплекс, а фотографисана је у свом дому, у време када је са породицом живела у Ла Кресенту, предграђу Лос Анђелеса.

## Каријера

### 2007—2011: Ангажовање у бенду и у глуми
Тинаше је остварила улоге у великом броју ТВ шоувова, серија и дечијих емисија почетком двехиљадитих година, укључујући улоге у ТВ филмовима Зовите ме Клаус (2001), Маскирани и анонимни (2002) и ТВ серијама Ракетна моћ (2004)  и Аватар: Последњи владар ветрова (2007). Након тога добила је главну улогу у ТВ серији канала Картун Нетворк, Ван Јиммијеве главе (2007–2008) и улоге у серији Два и по мушкарца (2008—2009). Иако је била неквалификована у лоше примљеном филму Маскирани и анинимни, на премијери филма на Санденс фестивалу 2003. године добила је овације публике, јер је отпевала филмску песму The Times They Are A-Changin.
Године 2007. Тинаше је приступила женској музичкој групи под називом the Stunners, коју је основала музичарка Витамин Ц. У бенду је била заједно са Марисол Еспразом, Али Гонино, Хејли Киоко и Кејси Сендрес. Шест месеци након њиховог формирања, група је потписала уговор са издавачком кућом Columbia records, а касније и уговор са компанијом Lionsgate Entertainment за сценаријску телевизијску емисију за канал МТВ. Дана 8. марта 2009. године група је објавила сингл и видео под називом Bubblegum, а у октобру исте године ЕП са пет песмама, испирасане уметницима као што су Мадона, Гвен Стефани и Ријана. Музички видео за њихов промо сингл We Got It објављен је 22. фебруара 2010. године и оне су извеле песме у шоуовима „Данас”  и „Шоу Венди Вилијамс”. Након потписивања уговора са издавачком кућом Universal Republic Records, група је објавила сингл под називом Dancin' Around the Truth. Видео спот за сингл објављен је 2. јуна 2010. године, пре него што је група наступила као подршка Џастину Биберу на турнеји под називом My World Tour. Након завршетка Биберове турнеје, бенд се вратио у студио, али је расформиран 2011. године. Након што је бенд престао са радом, Тинаше је купила опрему за снимање и почела да учи како се снима и продуцира музику. Писала је и снимала песме у свом собном студију, а продуцирала уз помоћ компјутерског програма Logic Pro и снимала и монтирала своје спотове уз помоћ програма Pro Tools и Final Cut Pro.
Дана 3. маја 2011. године, Тинаше је имала први телевизијски перформанс на утакмици америчког фудбала између Чикаго Кубса и Лос Анђелес Доџерса, а отпевала је песму God Bless America. Дана 24. јуна 2011. године, Тинаше је објавила први соло музички видео, обраду Лил Вејновог сингла How to Love, а песма је касније постављена за бесплатно преузимање на њеног званичном веб-сајту. Тинаше је представљена у денс синглу Artificial People, који је објављен 12. септембра 2011. године. Дана 25. новембра 2011. године објављен је видео спот за песму Can't Say No, прву певачицину оригиналну соло песму. Нумера садржи семпл песме Blur од Бритни Спирс, а објављена је 28. новембра 2011. године.

### 2012—2014: Нови микстејп и албум
Соло микстејп под називом , Тинаше је објавила у фебруару 2012. године, а снимљен је у њеном матичном студију. На микстејпу се налазе четири сингла, а прва промотивна песма под називом Chainless објављена је преко Ајтјунса 19. децембра 2011. године. Песма My High објављена је на Стриму на званичном веб-сајту Тринаше. Музички видео за сингл This Feeling режирао је Кол Валисер, а он је објављен 1. маја 2012. године. Последњи сингл са микстејпа, под називом Boss објављен је 20. августа 2012. године, након што је представљен у епизоди VH1 серије Single Ladies. Музички спот за сингл режирала је Тинаше. Микстејп је добио углавном позитивне критике. Дана 13. јула 2012. Тинаше је потписала уговор са издавачком кућом RCA Records. Након потписивања уговора, певачица је објавила други мистејп под називом Reverie, 6. септембра 2012. године, преко њене веб-странице. На микстејпу су се нашли синглови Stargazing, објављен 21. августа који је добио позитивне критике, Esctasy 18. септембра и последњи Who Am I Working For?, објављен у марту 2013. године. Миккстејп је добио углавном позитивне оцене од стране музичких критичара.
Од августа до новембра 2012. године више ремиксованих песама Тинаше нашло се на два микстејпа који су изашли за дигитално преузимање. Дана 26. новембра 2013. године Тинаше је објавила трећи микстејп под називом Black Water, а он садржи тринаест песама које су продуцирали Дев Хајсен, Рајана Хемсворт и Тинаше. Водећи сингл Vulnerable певачица је снимила са репером Трависом Скотом и он је проглашен „Поп песмом недеље коју морате чути” на МТВ каналу, 26. новембра 2013. године. Тинаше је започела рад на њеном студијском албуму током 2014. године. Снимање је одржано у Лос Анђелесу, Лондону, Атланти, Њујорку и Торонту. Тинаше је сарађивала са неколико продуцената укључујући Кламса Касина, Рајана Хемсворта, Стјуарта Метјумена, диск џокеја Мустарда и многе друге. Дана 13. јануара 2014. године, Тинаше је објавила први албумски сингл под називом 2 On, а продуцирао га је диск џокеј Мустард. Песма је дебитовала на америчкој музичкој листи Билборд хот 100, на осамдесет и деветом месту, а на крају је била на двадесет и четвртом месту.
Дана 29. јуна 2014. године Тинаше се појавила на националној телевизији, где је извела песму 2 On, на додели БЕТ награда. Истог дана, најавила је да ће њен дебитански албум Aquarius бити званично објављен 7. октобра 2014. године. Тинаше је истакла да ће Aquarius бити мешавина свих њених досадашњих радова. Истакла је да је доживела напредак као уметник, под утицајем нових ствари, као и да верује да ће њени обожаватељи бити задовољни са албумом. Други албумски сингл Pretend, на којем је гостовао ASAP Rocky, објављен је 22. августа 2014. године. Aquarius је објављен 3. октобра 2014. године. Дебитовао је на седамнаестом месту листе Билборд 200 и продат је у 18.800 примерака током прве недеље од објављивања. Последњи албумски сингл All Hands on Deck није успео да се пласира на листу Билборд хот 100, али након објављивања спота за песму, постинут је велики комерцијални успех сингла. Тинаше се након тога појавила на насловној страни часописа В, 15. јануара 2014. године.

### 2015—2017: Нови студијски албуми и турнеја
Крајем 2015. године Тинаше је започела рад са многобројним текстописцима и продуцентима на свој другом студијском албуму. Дана 16. марта 2015. године певачица је објавила микстејп са седам песама под називом Amethyst, за бесплатно преузимање, а све су снимљене у кућном студију певачице током божићних празника. У том периоду, Тинаше је снимила спотове за песме Aquarius, Bated Breath, Cold Sweat и Bet/Feels Like Vegas које су су се нашле на албуму Aquarius без подршке издавачких кућа.
Дана 2. септембра 2015. године, Тинаше је објавила тизер за њен други студијски албум који носи назив . За часопис Билборд изјавила је да напорно ради, али се осећа мало цењено, те да жели да својој публици пружи нешто ново и да им да шансу да је открију. Дана 9. септембра 2015. године певачица је објавила сингл Party Favors у сарадњи са репером Јаунг Тагом. Дана 2. октобра 2015. године објавила је песму Player на којој је гостовао Крис Браун, а 21. октобра исте године представљена је на песми All My Friends, која се нашла међу двадесет најбољих нумера у пет држава.
У лето 2015. године придружила се Ники Минаж на њеној турнеји, а током септембра и октобра исте године гостовала је у Јужној Америци са Кејти Пери. Након тога, Тинаше је представљена у модном издању у новембру 2015. године, а у часопису Воуг појавила се на насловној страни током зиме 2015. године, као и у часопису Дазед. Певачица је 12. јануара 2016. године најавила да ће одржати музичку турнеју, како би промовисала албум Joyride. Почевши од фебруара 2015. до маја исте године, требало је да наступа широм Северне Америке, Европе, Азије и Океаније. Турнеја је на крају отказана јер је Тинаше одлучила да се више фокусира на стварање нових песама за албум. Певачица је објавила други промотивни сингл под називом Ride of Your Life, 2. фебруара 2016. године. У фебруару 2016. године козметика МАК најавила је да је успоставила сарадњу са Тинаше за кампању #MACFutureForward. Након тога, у априлу 2016. године, певачица је поново представљена у часопису Воуг.
Током лета, Тинаше је требала да дебитује на главној бини Самер џем фестивала, али је догађај отказан. Дана 15. јула 2016. године, певачица је објавила сингл Superlove, као и спот за песму који је режирао Ханах Лукс Давидс, а објављен је 12. августа 2016. године на каналу МТВ. Спот је на сајту Јутјуб прешао милион прегледа за дан и по од његовог постављања. Дана 15. сепмтебра 2016. године, Тинаше је извела њену нову песму Company у МТВ емисији Wonderland. За разлику од претходних песама, Company је написао музичар Дрим заједно са Тинашеом као коауторком.  Дана 25. октобра 2016. године, Тинаше је поврдила да ће сарађивати са Бритни Спирс на ремиксу њене песме Slumber Party. Тинаше се појавила на насловној страни магазина Нилсен у октобру 2016. године.
Дана 4. новембра 2016. године, Тинаше је објавила дигитални албум и кратки филм под називом Nightride, који је продуциран две године пре објављивања албума . У марту 2017. године, Тинаше се придружила бенду Maroon 5 на њиховој турнеји. Истог месеца, Пепси је у сарадњи са компанијама iHeartMedia, Shazam и Viacom објавио да ће се Тинаше придружити њиховој музичкој платформи која носи назив Soul drop. Тинаше је 16. марта премијерно објавила сингл Flame, а такође је потврђено да ће се појавити у новој сезони ТВ серије Империја. Дана 2. априла 2017. године у Орланду, Тинаше је наступала са песмом America the Beautiful на спортској манифестаицији пред око 75.000 људи. Тинаше је 11. јула 2017. године изјавила да ради на свом другом албуму, са великим бројем продуцената. Дана 18. јануара 2018. године објавила је песму No Drama са репером Офестом, водећим синглом са њеног албума Joyride. Песму Faded Love заједно са репером Футуром, објавила је као други сингл 12. фебруара 2018. године.
Албум Joyride певачица је објавила 13. априла 2018. године и на њему се налази седаманест песама. Албум је добио углавном позитивне критике од стране музичких критичара, био је на педесет и осмом месту листе Билбирд 200, а продат је у 9.800 примерака.

### 2018—данас: ТВ улоге, музичка турнеја и нови албум
Дана 9. јуна 2018. године, продуцент дискографске куће Hitmaka открио је да ће имати улогу извршног продуцента на новом албуму Тинаше, који носи назив . Водећи албумски сингл Like I Used To објављен је 13. јула 2018. године, а други албумски сингл под називом Throw A Fit објавњен је 26. јула 2018. године. Касније, у августу 2018. године медији су писали да је објављивање албума Nashe обустављено. Дана 12. септембра 2018. године, објављено је да ће Тинаше бити једна од познатих личности која ће се такмичити у 27. сезони емисије Плес са звездама. Њен професионални партнер био је Брендон Амстронг. Тинаше и Амстронг су били четврти пар који је елиминисан из такмичења, 15. октобра 2018. године. Током истог месеца, Тинаше је наступа на Градском фестивалу у Остину, Тексас, а такође и на ЕНВСН фестивалу.
Дана 12. октобра 2018. године Тинаше је у шоу Larry King Now открила да ће наредни албум бити издан 2019. године. Истакла је да је током лета 2018. године снимила преко тридесет и пет песама за овај пројекат, као и да је на путу да сарађује са музичарем MadeinTYO-ом, са којим је након тога снимила песму Savannah Sunset. Телевизија ФОКС најавила је да ће организовати извођење мјузикла Rent, as Rent: Live са Тинаше у главној улози. Певачица је имала улогу Мими Каркез, егзотичне плесачице која се пбори са зависношћу и ХИВ вирусом. Објављен је промотивни видео мјузикла, као и фотографије са изведбе. Као љубитељка мјузикла још од средње школе, Тинаше је истакла да је уживала у својој улози. Мјузикл је премијерно емитован на Фокс телевизији 27. јануара 2019. године.
У фебруару 2019. године, менаџер од Тинаше је објавио да је она раскинула уговор са издавачком кућом RCA records и истакао да је компанија иницирала на раскидању уговора, како би јој се повратила креативна контрола. Са издавачком кућом Roc Nation, Тинаше је потписала уговор 7. новембра 2019. године. Певачица је у октобру 2018. године најавила да ће се њен следећи пројекат звати Songs for You, а он је објављен 21. новембра 2019. године.

## Музички стил и утицаји
Пуно тога напишем у свом аутомобилу, то је за мене надахњујуће место за слушање музике. Обично размишљам о мелодијама, а онда стижу текстови. Понекад заиста лако, а понекад ћу имати мелодију недељу дана пре него што смислим било који текст.

— Тинаше о својим текстовима.
Тинаше је истакла да своје песме пише сама, али и да је отворена за сарадњу са другим текстописцима. Истакла је да пише о стварима које је преживела и које је окружују, са различитих тачака гледишта. Њен музички стил је мешавина алтернативног ритма и блуза и хип хопа. Године 2016. истакла је да не осећа да се уклапа ни уједан музички жанр. Касније је истакла да себе сматра ритам и блуз извођачем под утицајем поп музике. Њен музички стил, критичари и публика често су упоређивали са стилом Џенет Џексон, Алије и Џејмса Блејка.
Тинаше је била инспирисана музиком коју су њени родитељи свирали у кући, док је била мала. Она сматра да су утицај на њу имали Мајкл Џексон, Џенет Џексон, Шаде, Бритни Спирс, Кристина Агилера, Џејмс Блејк и The xx.

## Дискографија
- Aquarius (2014)
- Nightride (2016)
- Joyride (2018)
- Songs for You (2019)

## Филмографија

### Филмови
| Улоге Тинаше у филмовима |                                   |               |                     |             |
| Година                   | Српски назив                      | Изворни назив | Улога               | Напомена    |
| 2003.                    | Маскирани и анонимни              |               | ћерка госпође Браун |             |
| 2004.                    | Тајмаут                           |               | Шане                | кратки филм |
| 2004..                   | Поларни експрес                   |               | девојка херој       |             |
| 2006.                    |                                   |               | Киси                |             |
| 2006.                    |                                   |               | Кари Бејкер (глас)  |             |
| 2006.                    |                                   |               | Кари Бејкер (глас)  |             |
| 2006.                    |                                   |               | Кари Бејкер (глас)  |             |
| 2007.                    |                                   |               | Кари Бејкер (глас)  |             |
| 2011.                    | Џастин Бибер: Никад не реци никад |               | саму себе           |             |

### Телевизија
| Улоге Тинаше на телевизији |                                 |               |                     |                  |
| Година                     | Српски назив                    | Изворни назив | Улога               | Напомена         |
| 1997.                      | Френклин                        |               |                     | у једној епизоди |
| 2000.                      |                                 |               | Жозефина            | ТВ филм          |
| 2001.                      | Зовите ме Клаус                 |               | млада Луси Кулинс   | ТВ филм          |
| 2004.                      | Ракетна моћ                     |               | Лејла Макани (глас) | у једној епизоди |
| 2007.                      | Аватар: Последњи владар ветрова |               | Он Џи (глас)        | у једној епизоди |
| 2007—2008                  | Изван Џимијеве главе            |               | Робин Вилер         | у десет епизода  |
| 2008—2009                  | Два и по мушкарца               |               | Селес Барнети       |                  |
| 2015.                      |                                 |               | саму себе           | у једној епизоди |
| 2016.                      |                                 |               | гост                | у једној епизоди |
| 2017.                      | Империја                        |               | саму себе           | у једној епизоди |
| 2018.                      | Следећи топ-модел Америке       |               | извођач             |                  |
| 2018.                      | Плес са звездама                |               | такмичар            | 27. сеозона      |
| 2019.                      |                                 |               | Мими Маркез         | главна улога     |
| 2019.                      |                                 |               | саму себе           | у једној епизоди |

## Награде и номинације
| Година | Награда                          | Категорија                                                             | Рад                                | Резултат   |
| ------ | -------------------------------- | ---------------------------------------------------------------------- | ---------------------------------- | ---------- |
| 2008   | Награда млади уметник            | Најбоља рола у ТВ серији - Подршка младој глумици                      | Тинаше                             | Номинација |
| 2008   | Награда млади уметник            | Најбоља изведба младог ансамбла у ТВ серији                            | Out of Jimmy's Head                | Освојено   |
| 2014   | Соул треин награда               | Најбољи денс перформанс                                                | 2 On                               | Номинација |
| 2015   | Јутјуб музичка награда           | 50 уметника                                                            | Тинаше                             | Освојено   |
| 2015   | БЕТ награда                      | Награда БЕТ за најбољег новог извођача                                 | Тинаше                             | Номинација |
| 2015   | БМИ ритам и блуз/хип хоп награда | Најбоља изведба ритам и блуз/хип хоп песме                             | 2 On                               | Освојено   |
| 2015   | Соул треин награде               | Највољи нови уметник                                                   | Тинаше                             | Номинација |
| 2015   | Афричка награда за жене          | награда                                                                | Тинаше                             | Номинација |
| 2016   | Ивор Новело награда              | Најбоља ритам и блуз савремена песма                                   | All My Friends са бендом и Ченсом) | Освојено   |
| 2016   | Награда Зимбабве (САД)           | Специјална награда                                                     | Herself                            | Освојено   |
| 2018   | Холивудска награда за лепоту     | Нова награда за лепоту                                                 | Herself                            | Освојено   |
| 2018   | Награда Зимбабве (САД)           | Музичар године                                                         | Herself                            | Освојено   |
| 2019   | Еми за програм у ударном термину | Еми за програм у ударном термину за најбољи програм посебне категорије | Rent: Live                         | Номинација |